# Janina Fetlińska
Janina Fetlińska (Tuligłowy, 14 giugno 1952 – Smolensk, 10 aprile 2010) è stata una politica polacca, senatrice per il partito Diritto e Giustizia.

## Biografia
Era tra le persone che il 10 aprile 2010 si stavano recando alla commemorazione del massacro di Katyn' a bordo del Tupolev Tu-154, che trasportava il Presidente della Polonia Lech Kaczyński, insieme alla moglie Maria e altre persone, tra cui moltissimi importanti esponenti della vita politica, economica e militare polacca. L'aereo si è schiantato in fase di atterraggio presso la base aerea di Smolensk, in Russia, uccidendo tutti i 96 passeggeri.